# Baltimore Bullets 1951-1952
La stagione 1951-52 dei Baltimore Bullets fu la 3ª nella NBA per la franchigia.
I Baltimore Bullets arrivarono quinti nella Eastern Division con un record di 20-46, non qualificandosi per i play-off.

## Roster
| N° | Naz.                   | Ruolo | Sportivo      | Anno | Alt. | Peso |
| -- | ---------------------- | ----- | ------------- | ---- | ---- | ---- |
| 4  | Stati Uniti (bandiera) | GA    | Red Owens     | 1925 | 191  | 84   |
| 5  | Stati Uniti (bandiera) | GA    | Bill Calhoun  | 1927 | 191  | 82   |
| 5  | Stati Uniti (bandiera) | GA    | Belus Smawley | 1918 | 185  | 88   |
| 6  | Stati Uniti (bandiera) | AC    | Don Barksdale | 1923 | 198  | 91   |
| 7  | Stati Uniti (bandiera) | AC    | Brady Walker  | 1921 | 198  | 93   |
| 8  | Stati Uniti (bandiera) | AC    | Frank Kudelka | 1925 | 188  | 88   |
| 10 | Stati Uniti (bandiera) | GA    | Dave Minor    | 1922 | 188  | 84   |
| 11 | Stati Uniti (bandiera) | AC    | Alex Hannum   | 1923 | 201  | 95   |
| 11 | Stati Uniti (bandiera) | C     | Jim Slaughter | 1928 | 211  | 95   |
| 12 | Stati Uniti (bandiera) | AC    | Stan Miasek   | 1924 | 196  | 95   |
| 13 | Stati Uniti (bandiera) | AC    | Joe McNamee   | 1926 | 198  | 95   |
| 13 | Stati Uniti (bandiera) | A     | Don Rehfeldt  | 1927 | 201  | 95   |
| 20 | Stati Uniti (bandiera) | G     | Fred Scolari  | 1922 | 178  | 82   |
| 33 | Stati Uniti (bandiera) | G     | Kevin O'Shea  | 1925 | 188  | 79   |
| 33 | Stati Uniti (bandiera) | GA    | Frank Saul    | 1924 | 188  | 84   |

## Staff tecnico
- Allenatori: Fred Scolari (12-27) (fino al 25 gennaio)[1], Chick Reiser (8-19)